# 特雷卡斯塔尼
特雷卡斯塔尼（義大利語：Trecastagni），是意大利西西里大区卡塔尼亞廣域市的一个市镇。总面积18.96平方公里，人口10262人，人口密度541.2人/平方公里（2009年）。ISTAT代码为087050。